# Thorectandra papillosa
Thorectandra papillosa är en svampdjursart som beskrevs av Cook och Patricia R. Bergquist 1996. Thorectandra papillosa ingår i släktet Thorectandra och familjen Thorectidae. Inga underarter finns listade i Catalogue of Life.